# Розьер (тип аэростата)

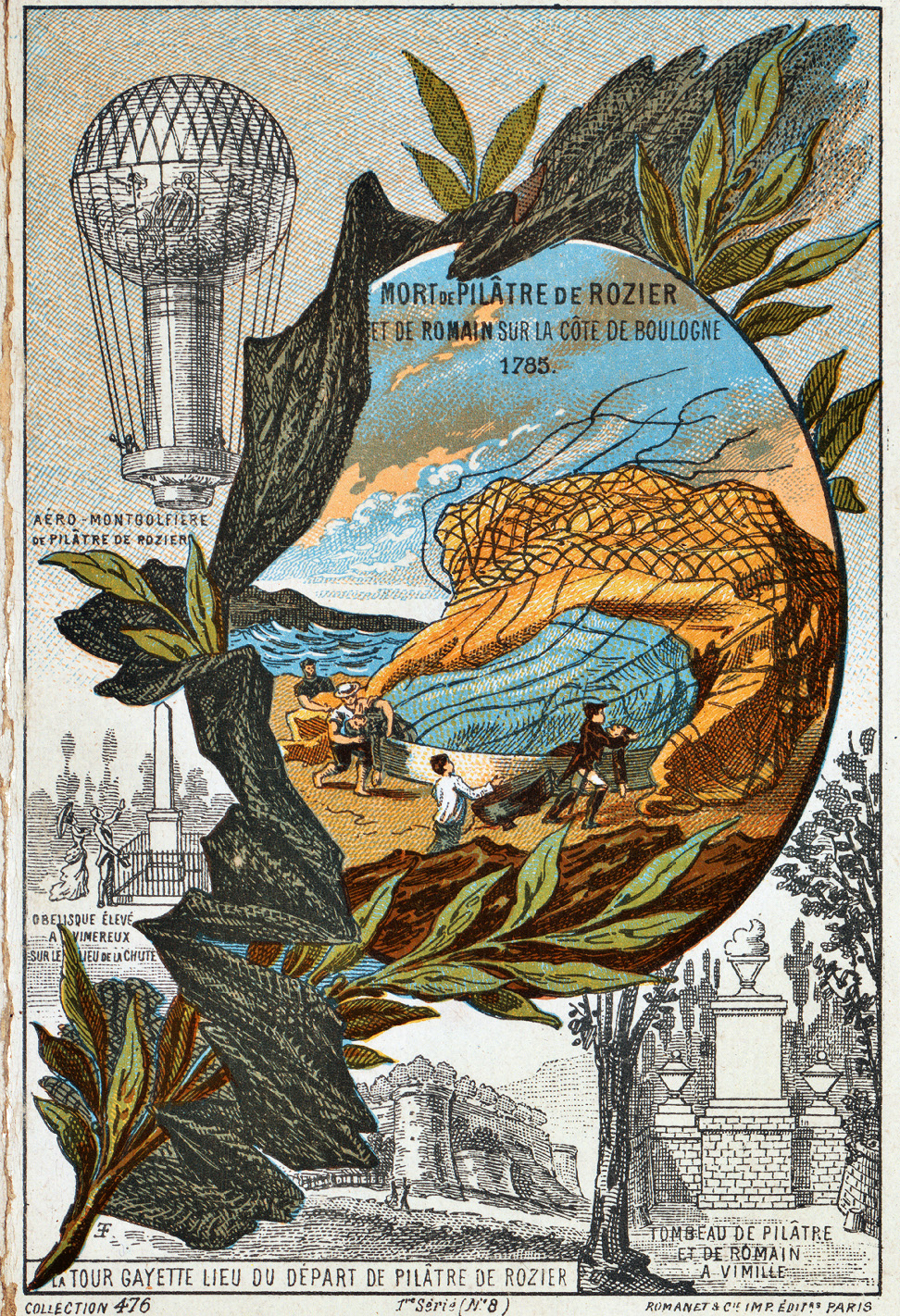
Иллюстрация, посвящённая гибели Пилатра де Розье и Ромена. Вверху слева изображен сконструированный французом аэростат, получивший впоследствии его имя

Розье́р (англ. Rozière balloon) — воздушное судно легче воздуха, использующее для полёта подъёмную силу двух камер, одна из которых заполнена газом легче воздуха (например, водородом или гелием), другая  — горячим воздухом; разновидность аэростата.
Розьер позволяет сохранить частичный контроль над летучестью аэростата, но требует гораздо меньше топлива, чем монгольфьер.  Благодаря экономии топлива, возможны перелёты, длящиеся несколько дней и даже недель.

## Классификация
В нормативных актах Российской Федерации данный класс воздушного судна классифицировался в прошлом как «ЕЭ АВС комбинированный — аэростат, дирижабль, в котором подъёмная сила создается как газом легче воздуха, так и подогревом несущего газа».
По классификации Международной авиационной федерации (ФАИ, фр. Fédération Aéronautique Internationale, FAI) розьеры составляют подкласс AM (англ. Mixed balloons) и подразделяются на 15 категорий в зависимости от объёма: от AM-1 (до 250 м³) до AM-15 (свыше 22 000 м³).

## История
Изобретателем первого комбинированного аэростата стал французский физик Пилатр де Розье. Конструкция состояла из двух соединенных оболочек: верхняя, сферическая, была заполнена водородом, а нижняя, цилиндрическая, — подогреваемым воздухом. По задумке автора, аппарат должен был включать в себя преимущества шарльеров (газовых аэростатов) и монгольфьеров (аэростатов с нагретым воздухом). 15 июня 1785 года Розье вместе с помощником Роменом предпринял попытку пересечь пролив Ла-Манш на своём летательном аппарате, но из-за технической неисправности аэростат упал с большой высоты, не отлетев от берегов Франции, и оба испытателя погибли.
В 1999 году швейцарец Бертран Пиккар и англичанин Брайан Джонс совершили первое в мире успешное беспосадочное кругосветное путешествие на воздушном шаре-розьере Breitling Orbiter 3.
Первый российский розьер, Au-32 «Святой Николай», был построен лишь в 2006 году компанией ЗАО «Авгуръ — Аэростатные системы». По классификации ФАИ воздушное судно относится к категории AM-6 (1200—1600 м³). Во время первого полёта Au-32 установил национальный рекорд продолжительности полёта, 6 часов 02 минуты, преодолев расстояние 81 км.